# Щур, Василий Тимофеевич
Василий Тимофеевич Щур — советский военный деятель, генерал-майор.

## Биография
Родился в 1918 году в Каневе. Член КПСС.
С 1934 года — на хозяйственной, военной и политической работе. В 1934—1986 гг. — мастер по обработке металлов, старший инспектор отдела технического контроля на Киевском паровозо-вагонном ремонтном заводе, политрук погранзастав 57-го, 58-го, 60-го ПОГО, НКВД, заместитель командира комендатуры 59-го ПОГО НКВД по политической части, помощник начальника Политотдела УПВ НКВД Приморского округа по комсомольской работе, помощник начальника Политотдела УПВ НКВД — МГБ Молдавского округа по комсомольской работе, заместитель начальника 7-го Карпатского ПОГО по политической части, УПВ МГБ Украинского округа, заместитель начальника 114-го Рущукского ПОГО по политической части, УПВ МГБ Сахалинского, слушатель Военного института МВД СССР, заместитель начальника Политотдела УПВ МВД Туркменского округа, заместитель начальника Политотдела УПВ КГБ Туркменского округа, заместитель начальника УПВ КГБ Грузинского округа по политической части, заместитель начальника войск Восточного пограничного округа КГБ по политической части, заместитель начальника Политического управления ГУПВ КГБ при СМ СССР, заместитель начальника ГУПВ КГБ при СМ СССР по политической части, начальник Высших пограничных командных курсов КГБ СССР, заместитель председателя правительственной комиссии по демаркации государственной границы между СССР и Афганистаном.
Делегат XXII съезда КПСС.
Умер в Москве в 2011 году. Похоронен на Троекуровском кладбище.